# Дніпровська Центральна міська бібліотека
Комунальний заклад культури «Дніпровські міські публічні бібліотеки» Дніпровської міської ради створено як бібліотечно-бібліографічний, культурно-просвітницький, інформаційний заклад, який забезпечує акумуляцію і загальнодоступність документально-інформаційних ресурсів / книг, періодичних видань та інших документів на різних носіях інформації. Заклад є неприбутковою організацією, який здійснює свою діяльність відповідно до Конституції України, Закону України «Про культуру», інших нормативних актів чинного законодавства України та Статуту.
Заклад об'єднує бібліотеки за адміністративно-територіальним принципом у єдиний структурно-цілісний заклад для найбільш ефективного використання бібліотечних ресурсів міста. До складу Закладу входить Центральна міська бібліотека та 33 бібліотеки, що розташовані в межах міста на правах філій.